# Хермоса Бич (Калифорнија)
Хермоса Бич (енгл. Hermosa Beach) град је у америчкој савезној држави Калифорнија. По попису становништва из 2010. у њему је живело 19.506 становника.

## Демографија
Према попису становништва из 2010. у граду је живело 19.506 становника, што је 940 (5,1%) становника више него 2000. године.
| Група             | 2000.          | 2010.          |
| Белци             | 15.822 (85,2%) | 15.780 (80,9%) |
| Афроамериканци    | 150 (0,8%)     | 229 (1,2%)     |
| Азијати           | 817 (4,4%)     | 1.111 (5,7%)   |
| Хиспаноамериканци | 1.253 (6,7%)   | 1.632 (8,4%)   |
| Укупно            | 18.566         | 19.506         |